# First soundscope ~Mizu no nai Hareta Umi e~
first kaleidscope ~Mizu no nai Hareta Umi e~ (～水のない晴れた海へ～?) es el primer álbum original de estudio de la banda japonesa GARNET CROW.

## Detalles
Fue lanzado al mercado el 31 de enero de 2001. Todas las letras fuerone escritas por Azuki Nana, compuestas por Yuri Nakamura, y arregladas por Hirohito Furui a excepción de los temas "Mizu no nai Hareta Umi e" y "Kimi no Uchi ni Tsuku Made Zutto Hashitte Yuku" que contaron con arreglos adicionales del músico Miguel sa Pessoa.
El primer álbum major que mantuvo el scope del título original de su anterior trabajo indie "first kaleidscope ~Kimi no Uchi ni Tsuku Made Zutto Hashitte Yuku~", y dos temas incluidos previamente en ese disco tomaron lugar aquí. El álbum debuta la semana de su lanzamiento en el puesto n.º 10 de las listas de lo más vendido de Oricon.
El tema del álbum "Rhythm" había sido anunciado a ser un sencillo para el álbum, con fecha de lanzamiento estimada para la segunda semana de agosto de 1999, pero posteriormente fue cancelado por razones nunca aclaradas.
"Natsu no Maboroshi", que fue tema de ambientación para a serie del Detective Conan, fue incluida como bonus track al final del disco, aunque no está marcada como tal. La versión llamada secret arrange ver. es de hecho la versión original del tema, que según los mismos integrantes de la banda fue grabada en sólo tres días (una de sus grabaciones que ha tomado menos tiempo), y durante este periodo iban re-arreglándose y reescribiendo las letras, por lo que finalmente fue incluida la segunda versión acreditada como la oficial.
Un libro de fotografías de Azuki Nana titulado "80,0" fue lanzado el mismo día que este álbum.

## Lista de canciones
1. Mizu no nai Hareta Umi e (水のない晴れた海へ?)
2. Kimi no Uchi ni Tsuku Made Zutto Hashitte Yuku (君の家に着くまでずっと走ってゆく?)
3. Natsu no Maboroshi (夏の幻?)
4. Futari no Rocket (二人のロケット?)
5. Meguri Kuru Haru ni (巡り来る春に?)
6. HAPPY DAYS?
7. Mysterious Eyes
8. Rhythm
9. Holding you, and swinging
10. flying
11. Sen Ijou no Kotoba wo Narabete mo... (千以上の言葉を並べても...?)
12. wonder land
13. Natsu no Maboroshi (夏の幻?) (secret arrange ver.)

- Datos: Q5862265